# Teaching Uncle Henry
|  | Denne artikel er oprettet af botten Steenthbot ud fra en ekstern database. Den kan derfor have sproglige fejl eller mangler. Denne skabelon kan fjernes efter kontrol af indholdet. |

Teaching Uncle Henry er en dansk spillefilm fra 1977 instrueret af Robert Grayson og efter manuskript af Sybil Wright.

## Medvirkende
- Thomas Berg
- Phyllis Streisand
- Jackie Wilson
- Rick Carter